# Americana (Neil Young)
Americana is het 31ste studioalbum van Neil Young. Hij nam de muziek op met Crazy Horse, waarmee hij – in het kader van de muziekfilm Greendale – voor het laatst samenwerkte in 2003 en 2004. Ook Pegi Young en Stephen Stills werkten aan Americana mee. Young vertolkt op dit album oude Amerikaanse folk- en kinderliedjes. Hij liet zich hiertoe inspireren toen hij zijn autobiografie schreef, getiteld Waging heavy peace. Hij schreef over zijn tijd als bandlid van The Squires, waarvoor hij oude liedjes arrangeerde. Op Americana staan vijf van die liedjes, de andere zes werden voorgesteld door de met Young bevriende Craig Kallman. Het album werd op 5 juni 2012 door Reprise Records uitgebracht.
Op het Slamdance Film Festival in januari 2012, waar hij met regisseur Jonathan Demme de film Journey promootte, kondigde Young aan dat hij met Crazy Horse werkte aan een nieuw album. Een paar dagen na deze aankondiging plaatste hij op zijn website een opname van een recente jamsessie met Crazy Horse. In de bijbehorende video waren liedteksten te zien van "Oh Susannah", "Love + wall", "Ontario", "This land is your land". "Gallows tree", "Oh my darling" en "Clementine". Op 10 februari 2012 traden Young en Crazy Horse in Los Angeles voor het eerst weer samen op. Als eerbetoon aan Paul McCartney speelden ze toen "I saw her standing there".

## Liedjes
| Nr. | Titel                                                | Schrijver(s)                      | Duur |
| --- | ---------------------------------------------------- | --------------------------------- | ---- |
| 1.  | Oh Susannah                                          | Stephen Collins Foster            | 5:03 |
| 2.  | Clementine                                           | Percy Montrose                    | 5:42 |
| 3.  | Tom Dula                                             | traditioneel                      | 8:13 |
| 4.  | Gallows pole                                         | traditioneel                      | 4:15 |
| 5.  | Get a job                                            | Raymond Edwards en William Horton | 3:01 |
| 6.  | Travel on                                            | traditioneel                      | 6:47 |
| 7.  | High flyin' bird                                     | Billy Edd Wheeler                 | 5:30 |
| 8.  | Jesus' Chariot (She'll be coming round the mountain) | traditioneel                      | 5:38 |
| 9.  | This land is your land                               | Woody Guthrie                     | 5:26 |
| 10. | Wayfarin' stranger                                   | traditioneel                      | 3:07 |
| 11. | God save the Queen                                   | Thomas Arne                       | 4:08 |

## Bezetting
- Neil Young - zang, gitaar
- Billy Talbot - basgitaar, zang
- Ralph Molina - drums
- Frank "Poncho" Sampedro - gitaar

- Dan Greco - percussie
- Pegi Young - achtergrondzang
- Stephen Stills - achtergrondzang

## Hitnoteringen

### NederlandseAlbum Top 100
| Hitnotering: (Week 1 t/m 5) 09-06-2012 t/m 07-07-2012 Hitnotering: (Week 6 t/m 7) 21-07-2012 t/m 28-07-2012 | Hitnotering: (Week 1 t/m 5) 09-06-2012 t/m 07-07-2012 Hitnotering: (Week 6 t/m 7) 21-07-2012 t/m 28-07-2012 | Hitnotering: (Week 1 t/m 5) 09-06-2012 t/m 07-07-2012 Hitnotering: (Week 6 t/m 7) 21-07-2012 t/m 28-07-2012 | Hitnotering: (Week 1 t/m 5) 09-06-2012 t/m 07-07-2012 Hitnotering: (Week 6 t/m 7) 21-07-2012 t/m 28-07-2012 | Hitnotering: (Week 1 t/m 5) 09-06-2012 t/m 07-07-2012 Hitnotering: (Week 6 t/m 7) 21-07-2012 t/m 28-07-2012 | Hitnotering: (Week 1 t/m 5) 09-06-2012 t/m 07-07-2012 Hitnotering: (Week 6 t/m 7) 21-07-2012 t/m 28-07-2012 | Hitnotering: (Week 1 t/m 5) 09-06-2012 t/m 07-07-2012 Hitnotering: (Week 6 t/m 7) 21-07-2012 t/m 28-07-2012 | Hitnotering: (Week 1 t/m 5) 09-06-2012 t/m 07-07-2012 Hitnotering: (Week 6 t/m 7) 21-07-2012 t/m 28-07-2012 | Hitnotering: (Week 1 t/m 5) 09-06-2012 t/m 07-07-2012 Hitnotering: (Week 6 t/m 7) 21-07-2012 t/m 28-07-2012 | Hitnotering: (Week 1 t/m 5) 09-06-2012 t/m 07-07-2012 Hitnotering: (Week 6 t/m 7) 21-07-2012 t/m 28-07-2012 |
| Week: | 1 | 2 | 3 | 4 | 5 | | 6 | 7 | |
| --- | --- | --- | --- | --- | --- | --- | --- | --- | --- |
| Positie: | 15 | 23 | 39 | 39 | 60 | uit | 80 | 92 | uit |

### VlaamseUltratop 200Albums
| Hitnotering: (Week 1 t/m 21) 09-06-2012 t/m 27-10-2012 Hitnotering: (Week 22 t/m 23) 10-11-2012 t/m 17-11-2012 Hitnotering: (Week 24) 19-01-2013 | Hitnotering: (Week 1 t/m 21) 09-06-2012 t/m 27-10-2012 Hitnotering: (Week 22 t/m 23) 10-11-2012 t/m 17-11-2012 Hitnotering: (Week 24) 19-01-2013 | Hitnotering: (Week 1 t/m 21) 09-06-2012 t/m 27-10-2012 Hitnotering: (Week 22 t/m 23) 10-11-2012 t/m 17-11-2012 Hitnotering: (Week 24) 19-01-2013 | Hitnotering: (Week 1 t/m 21) 09-06-2012 t/m 27-10-2012 Hitnotering: (Week 22 t/m 23) 10-11-2012 t/m 17-11-2012 Hitnotering: (Week 24) 19-01-2013 | Hitnotering: (Week 1 t/m 21) 09-06-2012 t/m 27-10-2012 Hitnotering: (Week 22 t/m 23) 10-11-2012 t/m 17-11-2012 Hitnotering: (Week 24) 19-01-2013 | Hitnotering: (Week 1 t/m 21) 09-06-2012 t/m 27-10-2012 Hitnotering: (Week 22 t/m 23) 10-11-2012 t/m 17-11-2012 Hitnotering: (Week 24) 19-01-2013 | Hitnotering: (Week 1 t/m 21) 09-06-2012 t/m 27-10-2012 Hitnotering: (Week 22 t/m 23) 10-11-2012 t/m 17-11-2012 Hitnotering: (Week 24) 19-01-2013 | Hitnotering: (Week 1 t/m 21) 09-06-2012 t/m 27-10-2012 Hitnotering: (Week 22 t/m 23) 10-11-2012 t/m 17-11-2012 Hitnotering: (Week 24) 19-01-2013 | Hitnotering: (Week 1 t/m 21) 09-06-2012 t/m 27-10-2012 Hitnotering: (Week 22 t/m 23) 10-11-2012 t/m 17-11-2012 Hitnotering: (Week 24) 19-01-2013 | Hitnotering: (Week 1 t/m 21) 09-06-2012 t/m 27-10-2012 Hitnotering: (Week 22 t/m 23) 10-11-2012 t/m 17-11-2012 Hitnotering: (Week 24) 19-01-2013 | Hitnotering: (Week 1 t/m 21) 09-06-2012 t/m 27-10-2012 Hitnotering: (Week 22 t/m 23) 10-11-2012 t/m 17-11-2012 Hitnotering: (Week 24) 19-01-2013 | Hitnotering: (Week 1 t/m 21) 09-06-2012 t/m 27-10-2012 Hitnotering: (Week 22 t/m 23) 10-11-2012 t/m 17-11-2012 Hitnotering: (Week 24) 19-01-2013 | Hitnotering: (Week 1 t/m 21) 09-06-2012 t/m 27-10-2012 Hitnotering: (Week 22 t/m 23) 10-11-2012 t/m 17-11-2012 Hitnotering: (Week 24) 19-01-2013 | Hitnotering: (Week 1 t/m 21) 09-06-2012 t/m 27-10-2012 Hitnotering: (Week 22 t/m 23) 10-11-2012 t/m 17-11-2012 Hitnotering: (Week 24) 19-01-2013 | Hitnotering: (Week 1 t/m 21) 09-06-2012 t/m 27-10-2012 Hitnotering: (Week 22 t/m 23) 10-11-2012 t/m 17-11-2012 Hitnotering: (Week 24) 19-01-2013 | Hitnotering: (Week 1 t/m 21) 09-06-2012 t/m 27-10-2012 Hitnotering: (Week 22 t/m 23) 10-11-2012 t/m 17-11-2012 Hitnotering: (Week 24) 19-01-2013 | Hitnotering: (Week 1 t/m 21) 09-06-2012 t/m 27-10-2012 Hitnotering: (Week 22 t/m 23) 10-11-2012 t/m 17-11-2012 Hitnotering: (Week 24) 19-01-2013 | Hitnotering: (Week 1 t/m 21) 09-06-2012 t/m 27-10-2012 Hitnotering: (Week 22 t/m 23) 10-11-2012 t/m 17-11-2012 Hitnotering: (Week 24) 19-01-2013 | Hitnotering: (Week 1 t/m 21) 09-06-2012 t/m 27-10-2012 Hitnotering: (Week 22 t/m 23) 10-11-2012 t/m 17-11-2012 Hitnotering: (Week 24) 19-01-2013 | Hitnotering: (Week 1 t/m 21) 09-06-2012 t/m 27-10-2012 Hitnotering: (Week 22 t/m 23) 10-11-2012 t/m 17-11-2012 Hitnotering: (Week 24) 19-01-2013 | Hitnotering: (Week 1 t/m 21) 09-06-2012 t/m 27-10-2012 Hitnotering: (Week 22 t/m 23) 10-11-2012 t/m 17-11-2012 Hitnotering: (Week 24) 19-01-2013 |
| Week: | 1 | 2 | 3 | 4 | 5 | 6 | 7 | 8 | 9 | 10 | 11 | 12 | 13 | 14 | 15 | 16 | 17 | 18 | 19 | 20 |
| --- | --- | --- | --- | --- | --- | --- | --- | --- | --- | --- | --- | --- | --- | --- | --- | --- | --- | --- | --- | --- |
| Positie: | 12 | 7 | 16 | 21 | 41 | 39 | 58 | 80 | 49 | 73 | 78 | 101 | 94 | 104 | 99 | 93 | 147 | 129 | 136 | 157 |
| Week: | 21 | | 22 | 23 | | 24 | | | | | | | | | | | | | | |
| Positie: | 146 | uit | 132 | 158 | uit | 192 | uit | | | | | | | | | | | | | |